# 1. SK Prostejov
El 1. SK Prostejov es un equipo de fútbol de la República Checa que juega en la Druha liga, la segunda división de fútbol en el país.

## Historia
Fue fundado en el año 1904 en la ciudad de Prostejov con el nombre SK Prostejov, y han tenido varios nombres a lo largo de su historia, los cuales han sido:
- 1904-48 : SK Prostějov
- 1948-50 : Sokol Prostějov II
- 1950-53 : Sokol ČSSZ Prostějov
- 1953-57 : Tatran Prostějov
- 1957-59 : Slovan Prostějov
- 1959-90 : TJ Železárny Prostějov
- 1990-95 : SK Prostějov fotbal
- 1995-2006 : SK LeRK Prostějov (al fusionarse con el FC LeRK Brno)
- 2006-hoy : 1.SK Prostějov

El club jugó pocas temporadas en la Primera División de Checoslovaquia, pero bien provechosas para la institución, ya que registran un subcampeonato en la temporada de 1941/42 y permaneció en la máxima categoría hasta la temporada 1945/46, justo antes de que finalizara la Segunda Guerra Mundial.
Tras la caída de Checoslovaquia el club se integró a la Druhá liga, en donde permaneció en su primera etapa hasta la temporada 2002/03 cuando fueron forzados a descender debido a que su estadio no reunía las condiciones para se sede de partidos de la segunda categoría.
A nivel internacional el club registra dos participaciones en la desaparecida Copa Mitropa, en donde llegó a los cuartos de final en la edición de 1936.

## Palmarés
- Czech 2. Liga: 1

1933/34
- MSFL: 2

2015/16, 2017/18
- Divize D:

1975/76, 1979/80
- Liga de Moravia: 3

1938/39, 1943/44, 1955
- Liga de Olomuc: 2

1951, 1953